# Шамардановское (сельское поселение)
Шамарда́новское  — упразднённое муниципальное образование со статусом сельского поселения в составе Юкаменского района Удмуртии.
Административный центр — деревня Шамардан.
К 18 апреля 2021 года было упразднено в связи с преобразованием района в муниципальный округ.

## Состав
В состав поселения входили ныне существующие населённые пункты.:
- деревня Шамардан
- выселок Лемский
- деревня Абашево
- деревня Новоелово
- деревня Кочуково
- деревня Беляново
- починок Глазовский

а также бывшие:
- Азраково
- Новый Безум

## Население
| 2007 | 2010 | 2012 | 2013 | 2014 | 2015 | 2016 |
| ---- | ---- | ---- | ---- | ---- | ---- | ---- |
| 733  | ↘636 | ↘595 | ↘577 | ↘545 | ↘531 | ↘524 |
| 2017 | 2018 | 2019 | 2020 |      |      |      |
| ↘518 | ↘500 | ↘472 | ↘453 |      |      |      |

## Социальная инфраструктура
В сельском поселении действуют 2 школы (начальная в Шамардане и средняя в Новоелово, в которых обучаются 11 и 93 учеников соответственно), 3 фельдшерско-акушерских пункта, 2 клуба, 2 библиотеки и один музей.